# Gerlof Salm
Gerlof Bartholomeus Salm (Amsterdam, 5 oktober 1831 - aldaar, 5 april  1897) was een Nederlands architect. 

## Achtergrond
Salm liet zich inspireren door verschillende grote bouwstijlen uit het verleden. Zijn bouwwerken zijn voornamelijk te vinden in Amsterdam. Hij was jarenlang de vaste architect van de dierentuin Artis. Daarnaast was hij korte tijd voorzitter van de Maatschappij tot Bevordering der Bouwkunst. Lange tijd werkte hij samen met zijn zoon Abraham Salm, die eveneens later zijn praktijk overnam.

## Bekende werken
- 1876 en 1891 Amsterdam: Rokin 17 voor Blikman & Sartorius
- 1879-1879 Amsterdam: Weteringschans 6-8 (Paradiso)
- 1879-1880 Amsterdam: Artis-aquarium (met zoon Abraham Salm)
- 1881-1883 Amsterdam: Synagoge en concertzaal (Rapenburgerstraat)
- 1887 Amsterdam: Keizersgrachtkerk, Keizersgracht 566
- 1895 Zaandam: Overkapping Czaar Peterhuisje

## Afbeeldingen

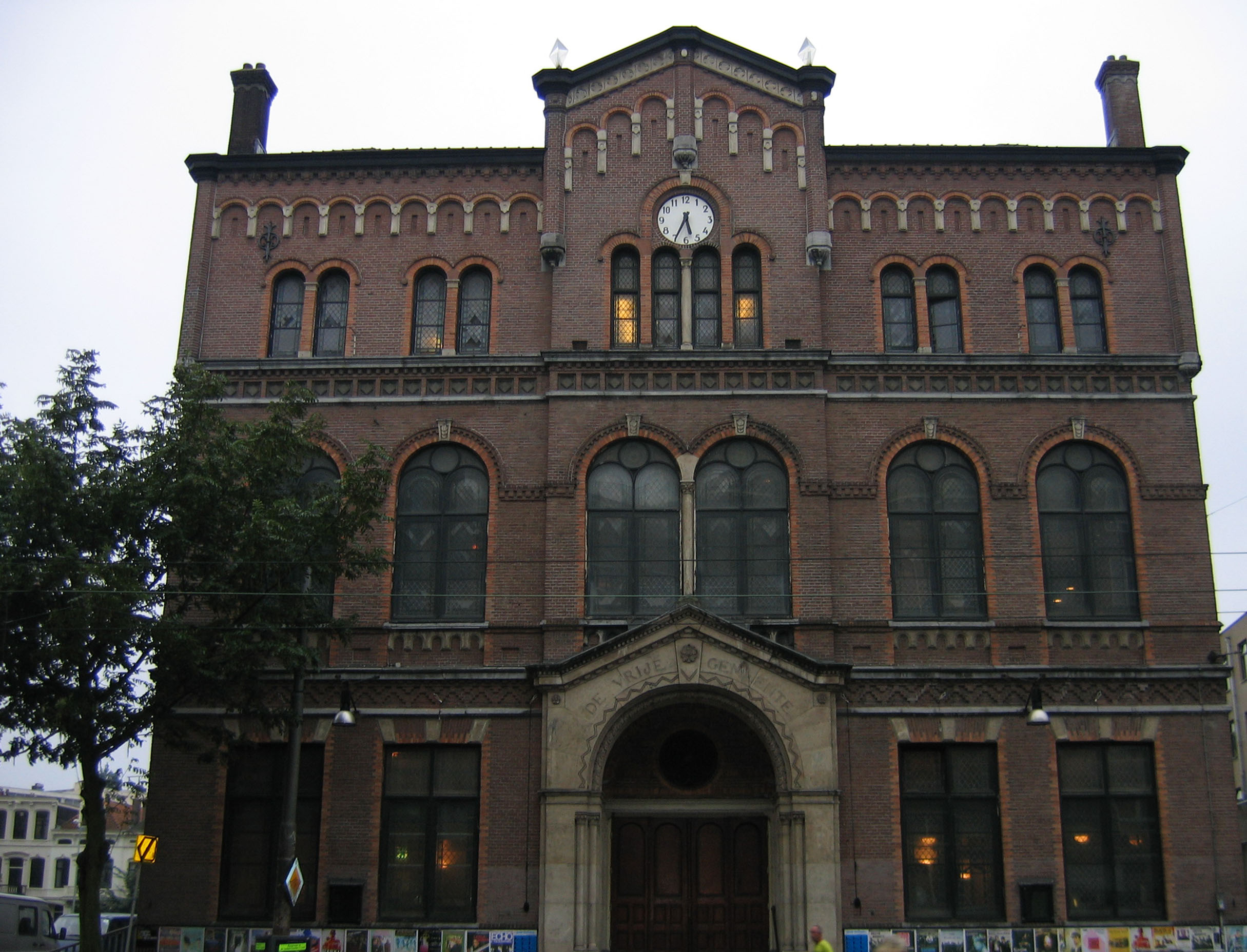
Paradiso Amsterdam
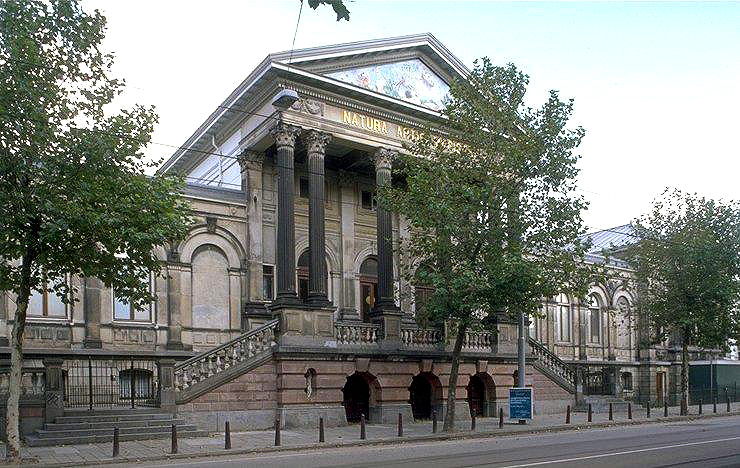
Artis-Aquarium
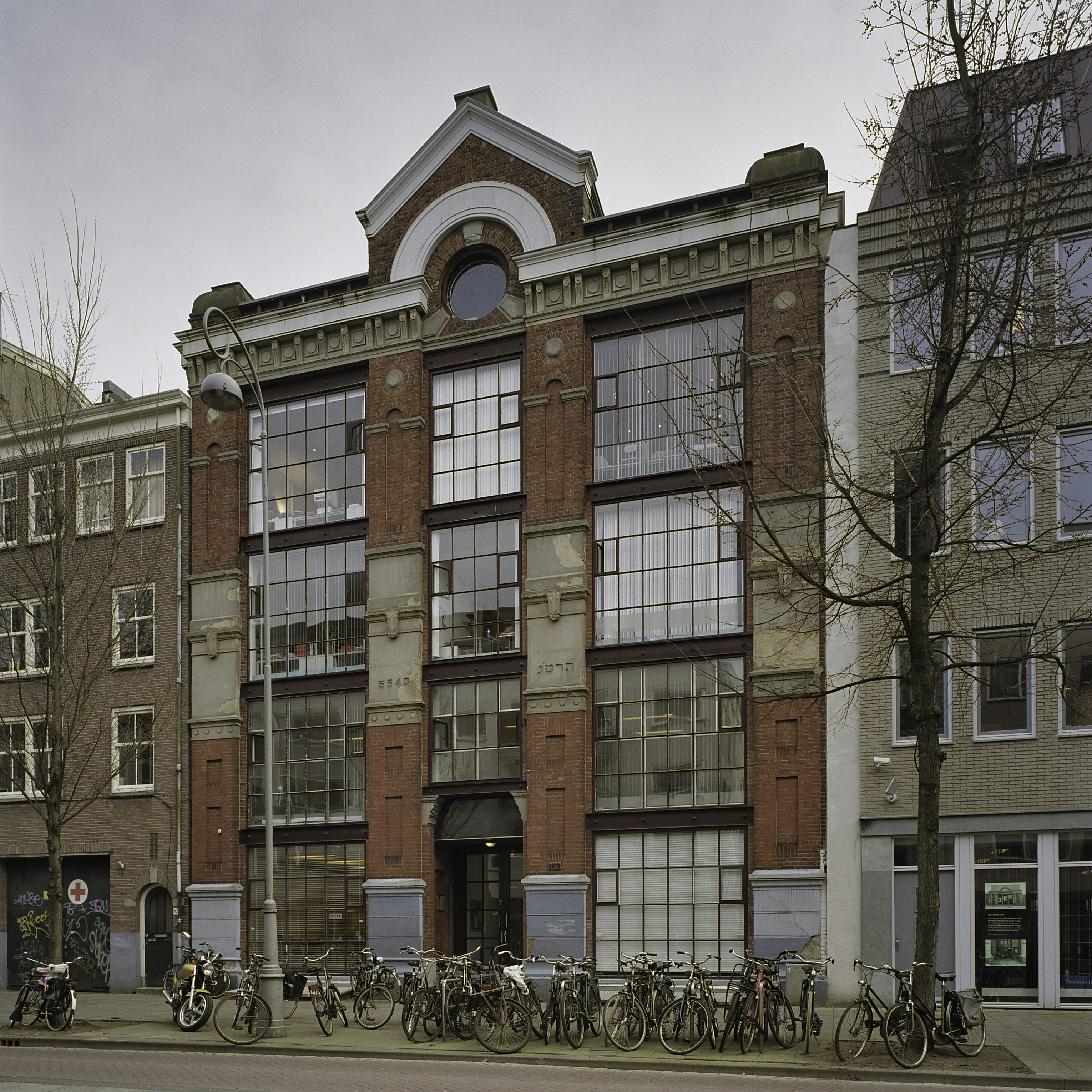
Synagoge en concertzaal
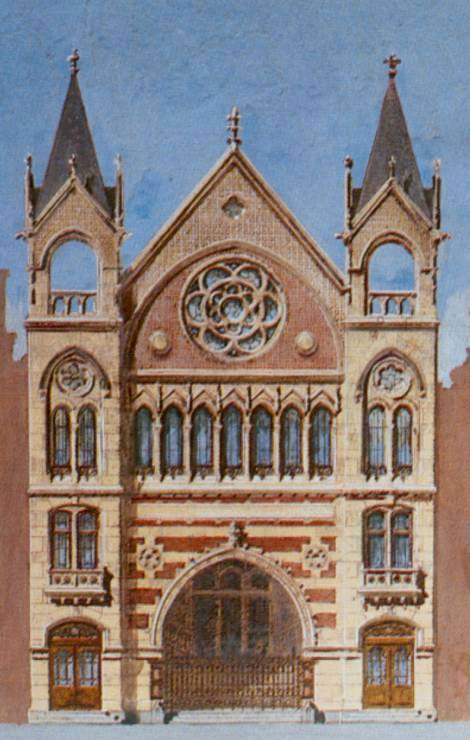
Keizersgracht-kerk - ontwerptekening